# Sylwester Bednarek
Pour les articles homonymes, voir Bednarek.
Sylwester Bednarek (né le 28 avril 1989 à Głowno) est un athlète polonais, spécialiste du saut en hauteur.

## Carrière
Son meilleur saut est de 2,28 m à Kaunas le 19 juillet 2009 pour remporter la médaille d'or aux Championnats d'Europe espoirs 2009 mais en salle il a sauté 2,30 m à Łódź en février 2009. Il devient vice-champion du monde junior 2008 en Pologne.

### Médaille mondiale à 20 ans (2009)
En 2009, à seulement 20 ans, Bednarek remporte la médaille de bronze des Championnats du monde de Berlin : il égale dans un premier temps son record à 2,28 m pour réussir ensuite 2,32 m à son 2d essai, barre qui lui donne la médaille avec l'Allemand Raúl Spank. Il est devancé (aux essais) par le Russe Yaroslav Rybakov et le Chypriote Kyriákos Ioánnou.
De 2010 à 2014, de multiples blessures aux genoux l'empêchent de revenir à son niveau de 2009 : son meilleur est de 2,26 m (2010), loin de la barre des 2,30 m.
Le 22 février 2015, à Toruń, Bednarek franchit 2,28 m et se qualifie ainsi pour les Championnats d'Europe en salle de Prague où il ne passe pas les qualifications (2,24 m). Le 28 juillet suivant, le Polonais efface pour la première fois depuis Berlin 2009 une barre de 2,30 m en réalisant cette mesure à Tabor (Pologne). Mais une nouvelle fois, il ne passe pas le cap des qualifications lors des Championnats du monde de Pékin (2,22 m). 
Le 3 juin 2016, Sylwester Bednarek réalise à Łódź les minima pour les Jeux olympiques de Rio en effaçant une barre à 2,29 m.
Le 4 février 2017, huit ans plus tard jour pour jour, le Polonais égale son record personnel en salle, franchissant une barre à 2,30 m. Il établit à cette occasion la meilleure performance mondiale de l'année. Quatre jours plus tard à Banská Bystrica, il bat son record personnel vieux de huit ans (2,32 m en plein air en 2009) en effaçant une barre à 2,33 m. Il remporte le concours ex-aecquo avec le champion olympique en titre Derek Drouin, meilleure performance mondiale de l'année, avant de butter de peu à 2,35 m.
Le 5 mars, Bednarek est sacré champion d'Europe en salle à Belgrade avec un saut à 2,32 m, remportant son premier titre international majeur. En plein air, à Biała Podlaska le 28 mai, il franchit 2,30 m. Le 28 juin, lors du Golden Spike d'Ostrava, il égale son record en plein air de 2,32 m qu'il avait réalisé lors des mondiaux 2009 de Berlin.
Le 27 janvier 2018, il réalise 2,31 m à Hustopeče pour prendre la seconde place derrière le Russe Danil Lysenko, auteur de la meilleure performance mondiale de l'année avec 2,37 m. Trois jours plus tard, à Třinec, il égale son record personnel en salle à 2,33 m. Il subit à nouveau la loi du Russe, vainqueur avec 2,35 m.
Le 9 août 2018, il se qualifie pour la finale des Championnats d'Europe d'athlétisme 2018, en réalisant 2,25 m au 3e essai, dans le stade même où il avait obtenu son record personnel en 2009.

## Palmarès
| Date | Compétition                        | Lieu                               | Résultat | Marque  |
| ---- | ---------------------------------- | ---------------------------------- | -------- | ------- |
| 2005 | Championnats du monde cadets       | Marrakech                          | 4e       | 2,18 m  |
| 2006 | Championnats du monde juniors      | Pékin                              | 4e       | 2,23 m  |
| 2007 | Championnats d'Europe juniors      | Hengelo                            | 6e       | 2,21 m  |
| 2008 | Championnats du monde juniors      | Bydgoszcz                          | 2e       | 2,24 m  |
| 2009 | Championnats d'Europe espoirs      | Kaunas                             | 1er      | 2,28 m  |
| 2009 | Championnats du monde              | Berlin                             | 3e       | 2,32 m  |
| 2010 | Championnats d'Europe par équipes  | Bergen                             | 8e       | 2,18 m  |
| 2010 | Championnats d'Europe              | Barcelone                          | 10e      | 2,19 m  |
| 2015 | Championnats d'Europe par équipes  | Tcheboksary                        | 10e      | 2,14 m  |
| 2015 | Universiade                        | Gwangju                            | 6e       | 2,20 m  |
| 2017 | Circuit mondial en salle de l'IAAF | Circuit mondial en salle de l'IAAF | 2e       | détails |
| 2017 | Championnats d'Europe en salle     | Belgrade                           | 1er      | 2,32 m  |
| 2018 | Championnats du monde en salle     | Birmingham                         | 5e       | 2,25 m  |
| 2018 | Championnats d'Europe              | Berlin                             | 7e       | 2,24 m  |
| 2019 | Championnats d'Europe en salle     | Glasgow                            | 6e       | 2,22 m  |

## Records
| Épreuve         | Épreuve   | Marque | Lieu                   | Date                           |
| --------------- | --------- | ------ | ---------------------- | ------------------------------ |
| Saut en hauteur | Plein air | 2,32 m | Berlin Ostrava         | 21 août 2009 28 juin 2017      |
| Saut en hauteur | En salle  | 2,33 m | Banská Bystrica Třinec | 8 février 2017 30 janvier 2018 |